# 道徳主義

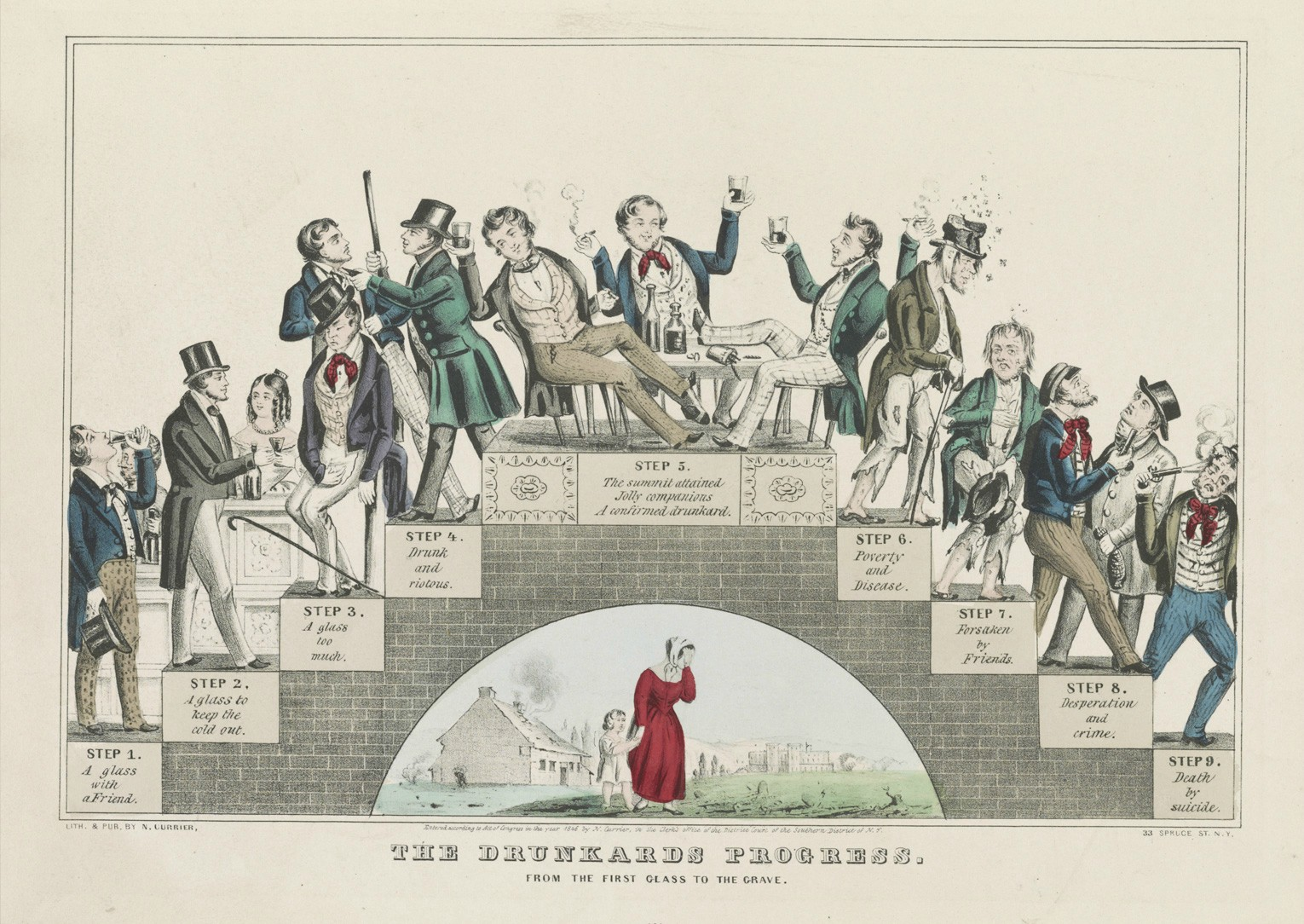
「The Drunkard's Progress」: ナサニエル・カリアー 1846年の作品。穏健な飲酒が段階を追って全くの破滅につながることを警告する。

道徳主義（どうとくしゅぎ、英: moralism）は19世紀に生まれた哲学であり、社会に一定の道徳を浸透させることを目指すものである。
通常は伝統的な行動を指すが、「正義・自由・平等」という概念も含んでいる。 また、家族単位や性などの個人的な問題、そして禁酒運動のように公共領域に持ち込まれる問題などを通じて北米や英国の文化に大きな影響を与えている。
この言葉は、「道徳的な判断を過度に重視する」や「判断が寛容でない」といった態度を貶める意味で使われている。道徳主義者は公然と道徳的判断を行い、それに適う資格があると思い込んでおり、裁きたがりという特徴がある。また、その道徳的判断の背後には自分が道徳的に清廉潔癖であるという意識があり、他人に下した批判を自分自身には当てはめない。

## フランスの道徳主義者たち
フランス文学において、「道徳主義者」 (フランス語: moralistes) は、「個人的、社会的、政治的行動」を一般に格言を通じて描写する、宗教に属さない作家たちの伝統である。この伝統は16世紀から18世紀の「アンシャン・レジーム」のサロンに関連している。この伝統はエッセイの著者ミシェル・ド・モンテーニュ（1580年）に始まり、その全盛期は17世紀後半である。
道徳主義者たちはエッセイや人物画を書いたが、彼らが好んだジャンルは格言であり、これらは文脈から切り離された短い抽象的な声明で、しばしばパラドックスを含み、常に衝撃や驚きを与えるように設計されていた。また、道徳主義者たちは、当時の先入観から解放された客観的かつ公平な観察を目指した。彼らのアプローチは決して体系的ではなかった。 主要な四人の道徳主義者と彼らの主な作品は次の通りである。
- フランソワ・ド・ラ・ロシュフコー：「Réflexions ou sentences et maximes morales」（1665年）
- ジャン・ド・ラ・ブリュイエール：「Caractères ou les moeurs de ce siècle」（1688年）
- リュック・ド・クラピエ、ヴォーヴナルグ侯爵：「Introduction à la connaissance de l’esprit humain, suivie de réflexions et maximes」（1746年）
- ニコラ・シャンフォール：「Maximes et pensées, caractères et anecdotes」（1795年）

## 北米
道徳主義の起源をたどると、社会学者のマルコム・ウォーターズは「道徳主義は、制限のないフロンティア拡大主義、アメリカの小都市で育まれた中流階級のプロテスタントの敬意、そしてプロテスタントの分派間での平等主義的で反知性主義的な伝道の間との衝突から生まれた」と書いている。
19世紀には、奴隷制度廃止と禁酒の問題が道徳主義の「二本の柱」を形成し、アメリカのプロテスタントおよびローマ・カトリックのキリスト教会を通じて人気を博した。一部のキリスト教教派、例えばクエーカー教徒によって推進された道徳主義は、奴隷制度廃止運動への広範な支持として表れた。
19世紀の後千年王国説の台頭は「プロテスタントの道徳主義の一般的な文化を奨励し、それを奴隷制度廃止運動（現在の奴隷の自由）からインディアン移住への抗議、反戦運動と平和努力、女性の権利、南北戦争前後の禁酒運動に向けた一連の社会改革運動へと押し上げた」。その結果、キリスト教婦人矯風会（WCTU）などの組織の精神に象徴される女性の参政権を求める運動は、その時代の道徳主義に大いに推進された。
20世紀後半および21世紀には、アメリカの道徳主義者たちは、堕胎ケアを犯罪化する運動を推進することに注力した。また、道徳主義者は青色法の維持に努力を注ぎ、労働者や労働組合の感覚に共鳴しようとする最初の日曜礼拝者の信念に従い、日曜日の買い物を抑制するような法律を支持している。